# Naoto Hikosaka
Hikosaka Naoto (彦坂直人?) (17 de marzo de 1962, Nagoya, Japón) es un jugador de go profesional.

## Biografía
Hikosaka se profesionalizó en 1976 a la edad de 14 años.

## Campeonatos y subcampeonatos
| Título   | Años ganado |
| -------- | ----------- |
| Actuales | 1           |
| Judan    | 1998        |

| Título   | Años perdido |
| -------- | ------------ |
| Actuales | 3            |
| Judan    | 1999         |
| Okan     | 1996, 2003   |
| Extintos | 2            |
| Kakusei  | 2000         |
| Shin-Ei  | 1987         |